# Casa cu pasaj comun de pe str. Mitropolit Dosoftei, 130 (Chișinău)
Casa cu pasaj comun de pe str. Mitropolit Dosoftei, 130 este o clădire amplasată pe str. Mitropolit Dosoftei, 130 în Chișinău, Republica Moldova. Este un monument arhitectural de importanță națională inclus în Registrul monumentelor Republicii Moldova ocrotite de stat cu nr. 183 (municipiul Chișinău). Datează de la înc. sec. XX.